# 玛格丽特·阿彻
玛格丽特·斯科特福德·阿彻FAcSS （1943年1月20日—2023年5月21日），英国社会学家，曾在华威大学担任社会学教授，并于瑞士的洛桑联邦理工学院任教。其最著名的思想是在1995年发表的《Realist Social Theory: The Morphogenetic Approach》一文中提出的的“Elisionism”。
2014年4月14日，教宗方济各任命阿彻为宗座社会科学院院长，接替哈佛大学法学教授、美国驻圣座大使玛丽·安·格兰登。阿彻出任此职至2019年3月27日为止。

## 生平
阿彻就读于伦敦大学，分别在1964年和1967年先后取得理学学士和哲学博士学位，其博士论文题为《The Educational Aspirations of English Working Class Parents》。1966年到1973年间，阿彻进入雷丁大学担任讲师。
阿彻是批判实在主义传统理论最有影响力的理论家之一。她在第12次世界社会学会议上被任命为國際社會學協會第11任会长，任期自1986年到1990年，成为该协会第一位女性会长，此外她还是宗座社会科学院和社会科学院（Academy of Learned Societies in the Social Sciences）的初创成员之一以及批判实在主义中心（Centre for Critical Realism）的受托人。
阿彻带过多名哲学博士生，其中一些人后来也投入到了批判实在主义的研究，例如罗伯特·阿彻（Robert Archer）、肖恩·克里文（Sean Creaven）和贾斯汀·克鲁克香克（Justin Cruickshank）等。
2020年11月3日，阿彻因创建了一个为穷人提供康复服务的女性机构而获得了一项以真福本齐命名的国际性奖项，该奖此前曾在博洛尼亚由宗主教方濟各·莫拉利亞亲手颁发。
2023年5月21日，阿彻因胰腺癌去世，享年80岁。

## Elisionism理论
“Elisionism”一词为阿彻于1999年在《Realist Social Theory: The Morphogenetic Approach'》所创造，用于描述一种融合多种社会理论的哲学观点，虽然抱持这种观点的人所提出的理论不尽相同，但他们大部分都遵循过程哲学的道路以及认为社会和个人不应割裂。“Elisionism”通常会和整全觀、原子论和湧現論相抵触。

## 争议
阿彻在一次接受彭博社采访时谈论了美国总统候选人伯尼·桑德斯出席她在宗座社会科学院组织的一场会议的经历。她批评桑德斯在参会过程中“极度失礼”，并称桑德斯是通过游说得到的会议邀请，且试图将此次参与政治化，但事先并没有向她说明相关情况。对此，阿彻的上级、宗座社会科学院校监馬塞洛·桑切斯·索隆多对阿彻的说法作出了否认。虽然索隆多一直不肯透露究竟是哪一方首先发起的联系，不过他表示双方之间的协议得到了有效的遵守，并称邀请桑德斯是自己的主意，且此前也已经征得了阿彻的同意。另外，桑德斯的邀请函上也同时具有索隆多和阿彻的名字（但阿彻的名字并非她本人的签名），且上面显示索隆多是“代表”阿彻发出的邀请。